# Aix (gènere)
Aix és un gènere de petits ànecs (família dels anàtids i ordre dels anseriformes) de situació taxonòmica controvertida dins la seva família. Són aus amb un fort dimorfisme sexual. Els mascles de les dues espècies tenen plomatges molt vistosos, fora de l'època d'eclipsi el que ha ocasionat que hagen sigut introduïts com a aus ornamentals en molts indrets, des dels seus llocs d'origen, a l'Àsia oriental i Amèrica del Nord.
Segons la classificació del Congrés Ornitològic Internacional (versió 13.2, 2023) aquest gènere està format dues espècies:
- Ànec mandarí (Aix galericulata) de distribució paleàrtica
- Ànec de Carolina (Aix sponsa) de distribució neàrtica.